# Roman Spitko
Roman Spitko (* 18. November 1978) ist ein deutscher Badmintonspieler.

## Karriere
Roman Spitko gewann international unter anderem die Swedish International Stockholm und die Irish Open. In seiner Heimat Deutschland wurde er 2008 mit dem 1. BC Bischmisheim Mannschaftsmeister. In den Einzeldisziplinen konnte er bei den Deutschen Meisterschaften 2007 und 2008 Gold im Herrendoppel erringen.

## Sportliche Erfolge
| Saison    | Veranstaltung                      | Disziplin    | Platz | Name |
| --------- | ---------------------------------- | ------------ | ----- | --- |
| 1992/1993 | Bayerische Einzelmeisterschaft U14 | Herreneinzel | 1     | Roman Spitko (TSV Herbertshofen) |
| 1992/1993 | Bayerische Einzelmeisterschaft U14 | Herrendoppel | 1     | Roman Spitko / C. Glas (TSV Herbertshofen) |
| 1997/1998 | Bayerische Einzelmeisterschaft     | Herreneinzel | 1     | Roman Spitko (TSV Neuhausen) |
| 1998/1999 | Bayerische Einzelmeisterschaft     | Herreneinzel | 1     | Roman Spitko (TSV Neuhausen) |
| 1999/2000 | Deutsche Einzelmeisterschaft U22   | Herreneinzel | 2     | Roman Spitko (TSV Neuhausen) |
| 1999/2000 | Deutsche Einzelmeisterschaft U22   | Herrendoppel | 2     | Roman Spitko / Arnd Vetters (TSV Neuhausen / GW Wiesbaden) |
| 2003/2004 | Deutsche Mannschaftsmeisterschaft  | Mannschaft   | 3     | TuS Wiebelskirchen (Benjamin Woll, Uwe Ossenbrink, Michaela Peiffer, Elena Nozdran, Roman Spitko, Ingo Kindervater, Marcel Reuter)                                                |
| 2004/2005 | Deutsche Einzelmeisterschaft       | Herrendoppel | 2     | Michael Fuchs / Roman Spitko (1. BC Bischmisheim / TuS Wiebelskirchen) |
| 2005      | Irish Open                         | Mixed        | 1     | Roman Spitko / Carina Mette |
| 2005      | Dutch International                | Herrendoppel | 2     | Michael Fuchs / Roman Spitko |
| 2005/2006 | Deutsche Hochschulmeisterschaften  | Herrendoppel | 1     | Roman Spitko / Michael Fuchs (Uni des Saarlandes) |
| 2005/2006 | Deutsche Einzelmeisterschaft       | Mixed        | 3     | Roman Spitko (TuS Wiebelskirchen) / Carina Mette (FC Langenfeld) |
| 2005/2006 | Deutsche Einzelmeisterschaft       | Herrendoppel | 2     | Michael Fuchs / Roman Spitko (1. BC Bischmisheim / TuS Wiebelskirchen) |
| 2006      | Dutch International                | Herrendoppel | 2     | Michael Fuchs / Roman Spitko |
| 2006      | Swedish International Stockholm    | Herrendoppel | 1     | Michael Fuchs / Roman Spitko |
| 2006/2007 | Deutsche Einzelmeisterschaft       | Herrendoppel | 1     | Michael Fuchs (1. BC Bischmisheim) / Roman Spitko (TuS Wiebelskirchen) |
| 2006/2007 | Deutsche Einzelmeisterschaft       | Herreneinzel | 2     | Roman Spitko (TuS Wiebelskirchen) |
| 2007/2008 | Deutsche Mannschaftsmeisterschaft  | Mannschaft   | 1     | 1. BC Bischmisheim (Jochen Cassel, Vladislav Druzchenko, Michael Fuchs, Kristof Hopp, Kestutis Navickas, Marcel Reuter, Roman Spitko, Thomas Tesche, Xu Huaiwen, Johanna Persson) |
| 2007/2008 | Deutsche Einzelmeisterschaft       | Herrendoppel | 1     | Michael Fuchs / Roman Spitko (TuS Wiebelskirchen) |